# Planetary Resources
Planetary Resources — компания, учреждённая в 2009 году, в 2012 году была реорганизована и переименована. По утверждениям самой компании, её целью является расширение базы естественных ресурсов Земли путём разработки и внедрения технологий для промышленного освоения астероидов.
Хотя долгосрочной целью компании является добыча сырья на астероидах, изначально планируется развивать рынок малых космических телескопов. Развёртывание таких орбитальных телескопов позволит компании изучать близкие к Земле астероиды. Первый прототип телескопа, которому дали название Arkyd-100, был представлен в январе 2013 года, при этом планировалось, что запуск первых телескопов произойдет в 2014 году. В результате неудачного запуска ракеты-носителя в октябре 2014 года был разрушен первый спутник Arkyd-3. Вторая попытка была сделана в апреле 2015 года, когда Arkyd-3 reflight был доставлен на МКС на борту SpaceX CRS-6 и был запущен в июле.
Сбор средств на строительство телескопа ARKYD осуществляется посредством сайта для привлечения денежных средств Kickstarter, на 1 июля 2013 года собрано 1 505 366 долларов США, количество пожертвований 17 614.
В начале 2018 года компания не смогла привлечь дополнительное финансирование, из-за чего пришлось уволить часть сотрудников. В октябре 2018 года Planetary Resources была приобретена компанией ConsenSys, занимающейся блокчейном.